# Saint-Aubin, Landes
Saint-Aubin är en kommun i departementet Landes i regionen Nouvelle-Aquitaine i sydvästra Frankrike. Kommunen ligger i kantonen Mugron som tillhör arrondissementet Dax. År 2022 hade Saint-Aubin 500 invånare.

## Befolkningsutveckling
Antalet invånare i kommunen Saint-Aubin
Referens:INSEE